# جلكى قطبية شمالية
جلكى قطبية شمالية (الاسم العلمي: Lethenteron camtschaticum) هي نوع من الحيوانات المائية يتبع جنس جلكى هاملة الأمعاء من فصيلة الجلكية.